# Завтра война

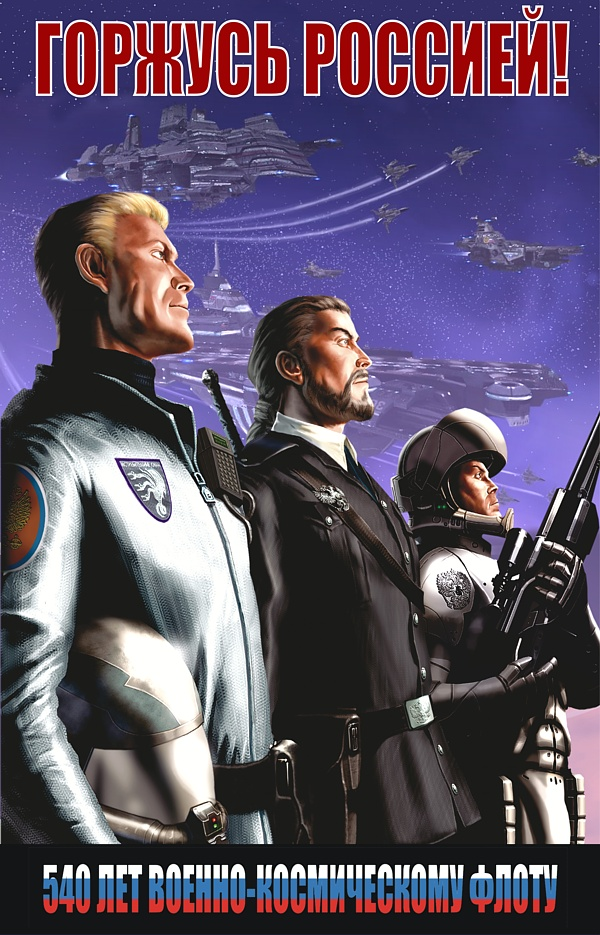
Плакат «Горжусь Россией! 540 лет Военно-Космическому Флоту». Сфера Великорасы Александра Зорича

«Завтра война» или Сфера Великорасы — научно-фантастическая вселенная российского писателя Александра Зорича, опирающаяся на цикл романов и повестей, а также на одноимённую компьютерную игру. Нередко серию относят к жанру космической оперы. Сами авторы определяют жанр как научно-фантастическую военную драму. Наименование вселенной пошло от названия первой книги цикла — «Завтра война».

## Воплощения

### Игры
В 2006 году вышел космический симулятор «Завтра война», действие которого происходило в мире Сферы Великорасы. Разработчиком игры стала новосибирская студия «Crioland», издателем — 1С, а автором сценария игры — сам создатель мира. Летом 2007 года вышло дополнение «Завтра война: Фактор К». Кроме того, поклонниками мира и игры, при поддержке Александра Зорича и студии-разработчика, создавалось второе дополнение — «Завтра война: Священный огонь», но оно так и не вышло — проект был заморожен.
Ранее, в 2005 году, студией 13 Рентген велась разработка настольной стратегической игры «Завтра война: Вторжение Клона». Художником проекта был Роман Папсуев. Проект был заморожен, а позже свёрнут окончательно.

### Переводы
В 2006 г. были переведены на польский язык книги «Завтра война» и «Без пощады». Они издавались в литературном ежеквартальнике «Fantastyka — wydanie specjalne» под названиями «Jutro wojna» и «Nie ma litości» соответственно.
В 2009 году была переведена на английский язык и издана в Европе игра «Завтра война». В ходе перевода, в угоду возможности коммерческого успеха проекта среди западных игроков, был потерян практически весь колорит мира.

## Мир Сферы Великорасы
Великораса — официальное самоназвание человеческой расы, появившееся в XXIII веке после выхода человека за пределы Солнечной системы и первых контактов с иными внеземными цивилизациями. Несмотря на это, большинство самих людей, да и многие другие инопланетные расы, называют Великорасу, как и раньше, человечеством или просто людьми. Некоторые не углубляющиеся в человеческую политику расы именуют всех представителей Великорасы землянами — по названию планеты, с которой вышел в космос вид homo sapiens.

### Человечество XXVII века
К XXVII веку в психологии людей изменилось не столь многое. Человечество по-прежнему подразделяется на множество субрас и народов, которых объединяют и, наоборот, разобщают внешность, места обитания, религия, традиции, культура и многие другие факторы и аспекты жизни. Люди по-прежнему идут технологическим путём, занимаются культурой и искусством, строят мир и изучают тайны Вселенной.
Однако за прошедшие века сознание большинства землян стало значительно гуманнее. Вырос и уровень жизни на Земле; преступность, наркомания, рутинная работа, навязанные медиакратией массовые психозы, острая коммунальная неустроенность — всё осталось в прошлом. Несколько столетий (вплоть до 2622 года) человечество не знало крупных войн, хотя на периферии иногда возникали локальные конфликты.
Между тем, существует теория, что вся культура человечества стабильна лишь из-за ретроспективной эволюции, которая не даёт людям потерять наследие предков и возвращает их к нему.

### Астрография
Зону обитания людей принято называть Сферой Великорасы. На её территории находятся две основных сверхдержавы Великорасы: Объединённые Нации и Великая Конкордия, граница между которыми условно проходит по Синапскому поясу. Кроме того, существует компактное государство ретроспектов — Большой Муром, включающее в себя 3 звёздные системы, и несколько независимых вольниц пиратов, трапперов и контрабандистов.

### Инопланетные расы
К началу XXVII века люди встретились на просторах Галактики со множеством инопланетных рас. С большинством из них удалось достичь соглашения о мире или нейтральных отношений, но с некоторыми всё же происходят и вооружённые стычки. Земляне имеют посольства и представительства на некоторых планетах чужаков, находящихся как на более низких, так и на более высоких ступенях развития.
Подробно описываются четыре расы:
- Чоруги: цивилизация ракообразных, вышедшая в космос за тысячу лет до человечества. Не стремятся к колонизации Галактики, перелёты совершают в научных и развлекательных целях. Развиты системы искусственного интеллекта. Чоругский доминат представляет собой набор фактически независимых планет. Первая раса, встреченная человечеством (2295г). Границу с Чоругами составляет Тремезианский пояс. Отличительны технологией создания автономных X-ворот. Контакты с землянами носят эпизодический характер. Поклоняются смерти и космическому пространству, верят в реинкарнацию и возможность общаться с собой прошлым и будущим. Согласно конкордианской пропаганде считаются врагом № 1.
- Сирхи: раса кошачьих с планеты Фелиция в Тремезианском поясе. Находятся на доиндустриальном уровне развития, имеются паровые автомобили и огнестрельное оружие. На Фелиции есть консульство ОН и научная станция. Контакты с Сирхами на Земле полностью отрицаются, но имеют место. Людей Сирхи называют «Бесцветики», так как сами отличаются шерстью со свойствами хамелеона. В Конкордии считаются нечистыми животными, которых земляне якобы обучили примитивным технологиям. Делятся на две ветви: «Умные сирхи» — технократы, и «Добрые», предпочитающие духовное совершенствование. Последние примерно в два раза больше размером и могут в состоянии аффекта воздействовать телепатически, даже убить.
- Джипсы: раса космических кочевников. Первый контакт состоялся в 2535 г. у планеты Наотар, Конкордия. О них практически ничего не было известно до 2621 г., когда между Джипсами и Конкордией, а затем и ОН произошёл Наотарский конфликт. Как оказалось, являются кибернетическими существами, в организм которых с рождения интегрированы ткани-антигравитаторы и оружие. Внешне выглядят как летательные аппараты. Не имеют планеты, живут в астероидах-звездолётах. Технологии далеко опережают Землю. Есть мнение, что они находятся в состоянии социокультурной деградации, и несмотря на технологии, мало отличаются от животных.
- Ягну: Также кочевники. Первоначально именовались «Астрофаги». Инициируют взрывы звёзд, полученную энергию и вещество звезды используют для получения нужных им ресурсов. В 8-10 раз превосходят Великорасу, но очень боятся потерь, что связано с их религией, напоминающей ультрапротестантизм. Имеют технологию блокирования сверхсветового движения (преодолевается либо X-воротами Чоругов либо форсированными X-двигателями). В состоянии войны с джипсами, нейтральны, возможно, дружественны с чоругами. В 2621 появились в сфере Великорасы, уничтожив ничейную звезду, а затем российскую колонию Грозный. Вместе с одним из кланов чоругов в 2622 напали на систему Макран.
- Мелианиты: только упоминаются. Мелианитский трицикл используется в земных военно-дипломатических миссиях на случай контакта с иными цивилизациями.
- «Три дальние негуманоидные расы» — несмотря на технологии, существуют в состоянии счастливого социального гомеостаза на своих планетах, абсолютно непригодных для жизни людей. С трудом понимают, какие отношения, кроме нейтральных, могут быть с другими расами.

## Факты
- Главного героя первой трилогии зовут Александр Пушкин. Он взял себе позывной «Лепаж», по названию дуэльного пистолета, из которого был убит на дуэли с Дантесом его тёзка, поэт А. С. Пушкин.
- Большинство космических кораблей директорий Объединённых Наций имеет «преемственность названий», то есть в российском флоте есть корабли с названиями «Три Святителя», «Варяг» и «Кавказ», а южноамериканцев, европейцев и ниппонцев есть свои «Вейнтисинко де Майо», «Принц Астурийский» и «Ямато». В игре «Завтра война» встречается конкордианский линкор «Аббас», хотя это имя относится уже к исламскому Ирану, а не к Сасанидскому, наследником которого считают себя Конкордианцы. При этом часть звездолётов всё же имеет оригинальные названия. Так, корабли новейшего типа российского флота — X-крейсера — названы в честь великих историков — «Ксенофонт», «Вегнер», «Ливий» и т. д. Среди них есть также корабль «Исаев», названный в честь современного российского историка Алексея Валерьевича Исаева. В состав космического флота Южноамериканской директории входят фрегаты «Камарад Чавес» (в честь Уго Чавеса), «Камарад Кастро» (в честь Фиделя Кастро).
- Некоторые элементы мира имеют сходство со вселенной Дюны — это ретроспективная эволюция (возврат общества к социокультурной среде предков при сохранении современных технологий), а также планета Паркида, являющаяся неограниченным источником люксогена — вещества, благодаря которому возможны межзвёздные перелёты. Во вселенной Дюны — это феодальная империя, политическая власть в которой принадлежит императору и аристократическим «домам», а также планета Арракис и добываемый на ней спайс, имеющий похожее стратегическое значение.